# Course automobile Paris-Vienne
 (octobre 2016).
Si vous disposez d'ouvrages ou d'articles de référence ou si vous connaissez des sites web de qualité traitant du thème abordé ici, merci de compléter l'article en donnant les références utiles à sa vérifiabilité et en les liant à la section « Notes et références ».

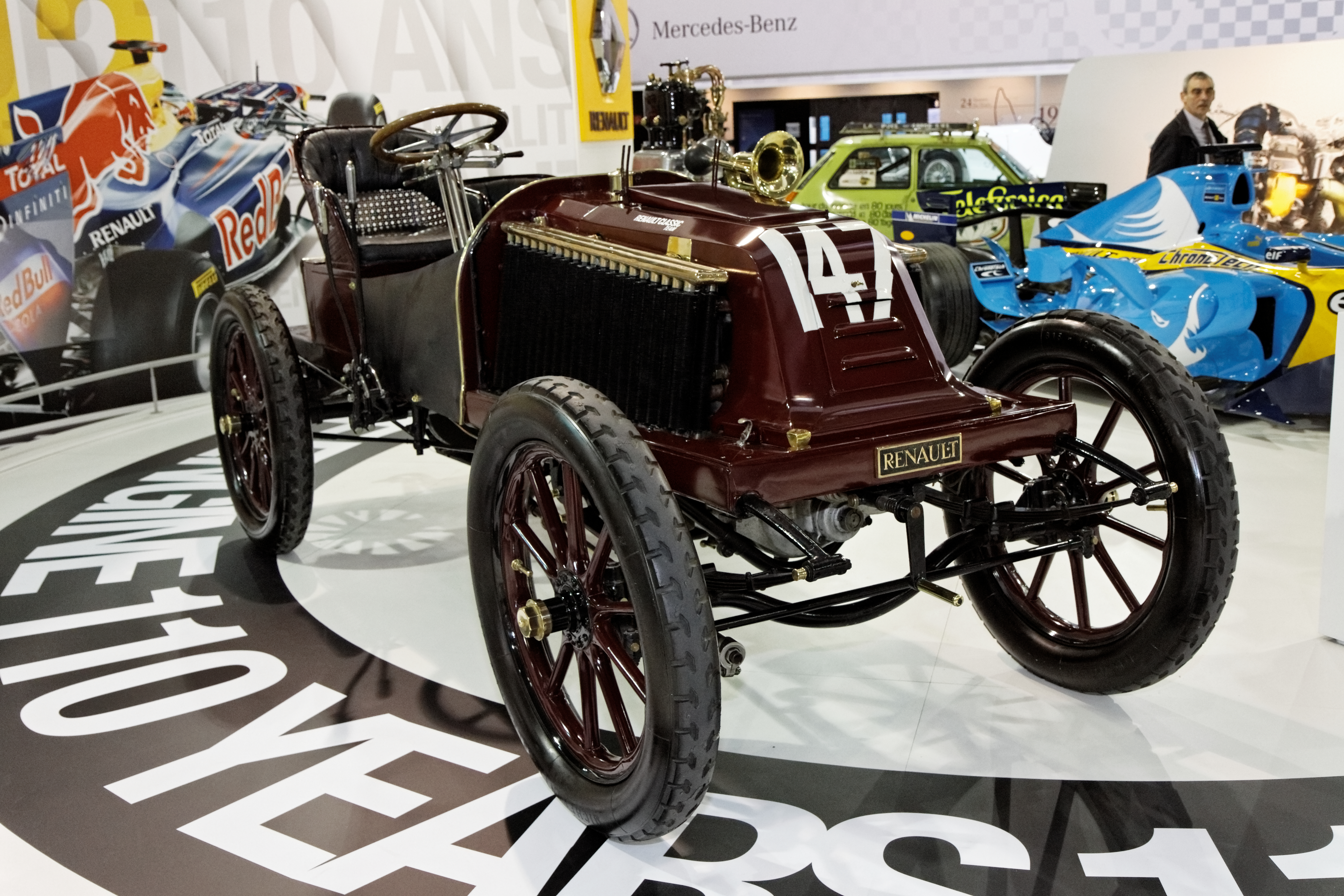
La Renault Type K n°147 de Marcel Renault et René Vauthier son mécanicien, vainqueurs de la course (ici au salon Rétromobile de Paris).

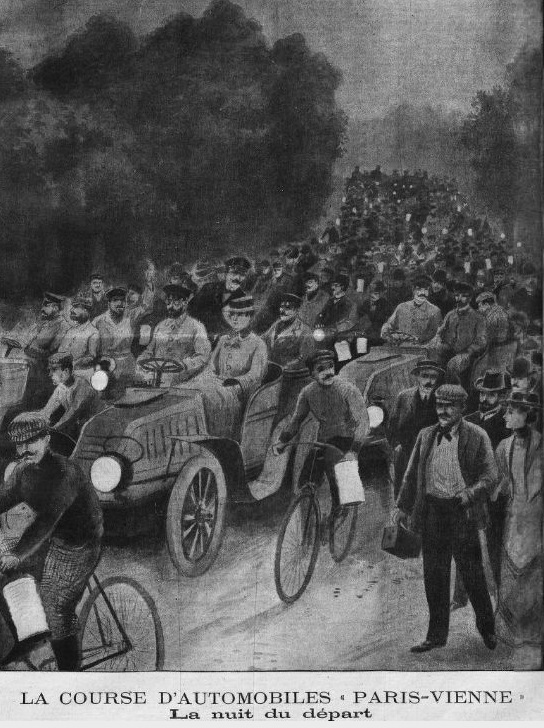
Paris-Vienne 1902 - La nuit du départ (supplément du Petit Journal).

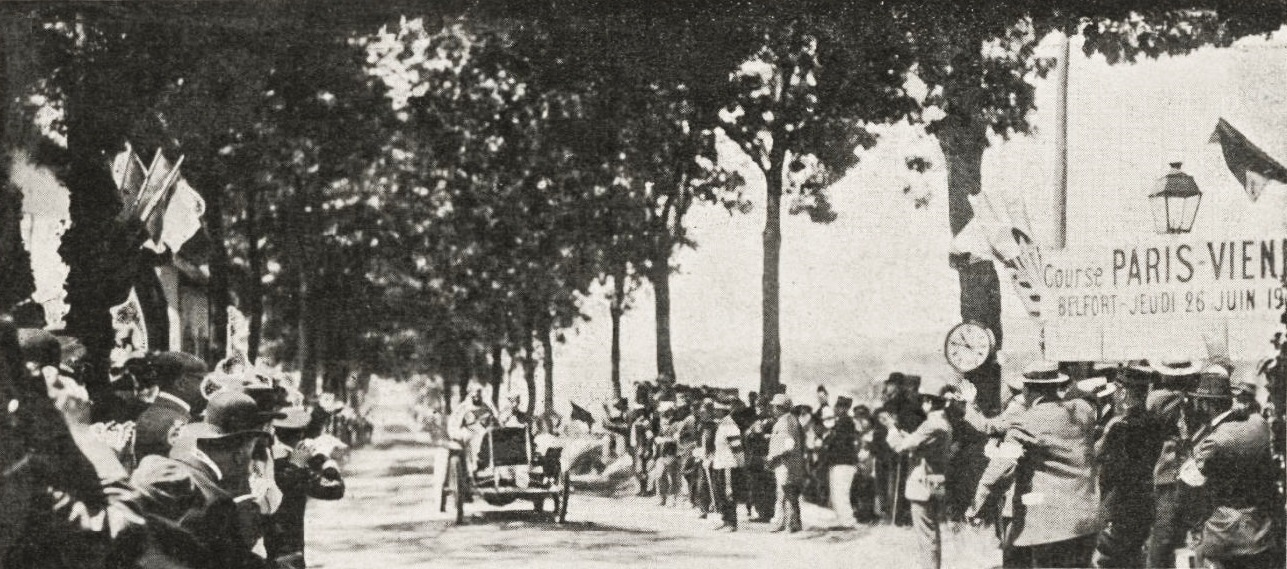
René de Knyff, premier au contrôle de Belfort.

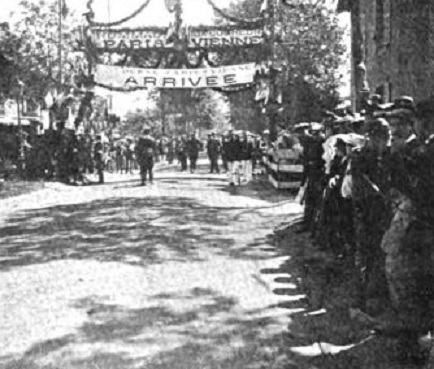
L'arrivée du contrôle de Belfort.

Paris-Vienne est une course automobile organisée par l'Automobile Club de France, en collaboration avec l'Österreichischer Automobil-Club (de) (l'ÖAC, créé en 1898), entre les capitales Paris et Vienne (Autriche), du 26 au 29 juin 1902. Elle est considérée comme étant le VIIe Grand Prix automobile de l'ACF.
Une autre course de 1902 lors de la coupe automobile Gordon Bennett, de 900 km en parallèle entre Paris et Innsbruck, est remportée par le pilote australien Selwyn Edge au volant d'une Napier.

## Historique
Dans les années 1900, au début de la naissance des premiers constructeurs automobiles, avant que la compétition automobile ne soit organisée sur circuit avec la création du Grand Prix automobile de France en 1906, les premiers Grand Prix automobile sont organisés de ville à ville en France et en Europe avec pour première course historique la course Paris-Rouen de 1894. Ces courses populaires très médiatisés, assurent une importante promotion commerciale pour les marques pionnières de l'industrie automobile de l'époque.

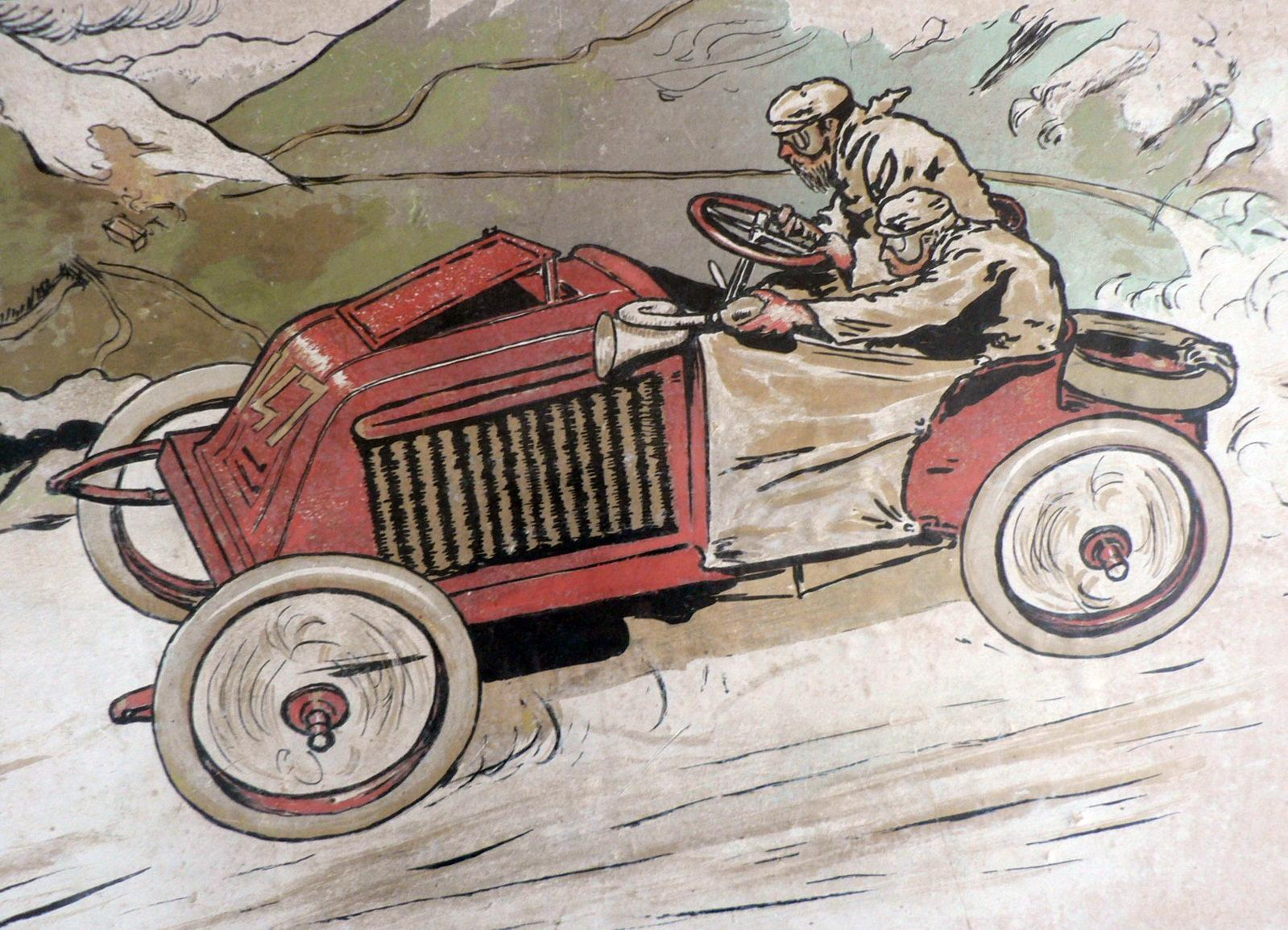
Marcel Renault et René Vauthier… vus par Louis Lucien Faure-Dujarric
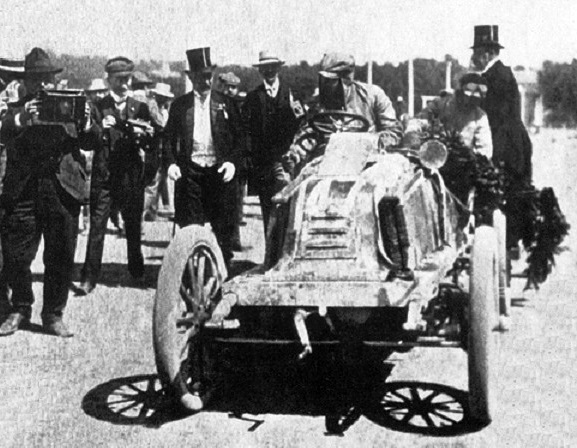
… vainqueurs de la course Paris-Vienne 1902.
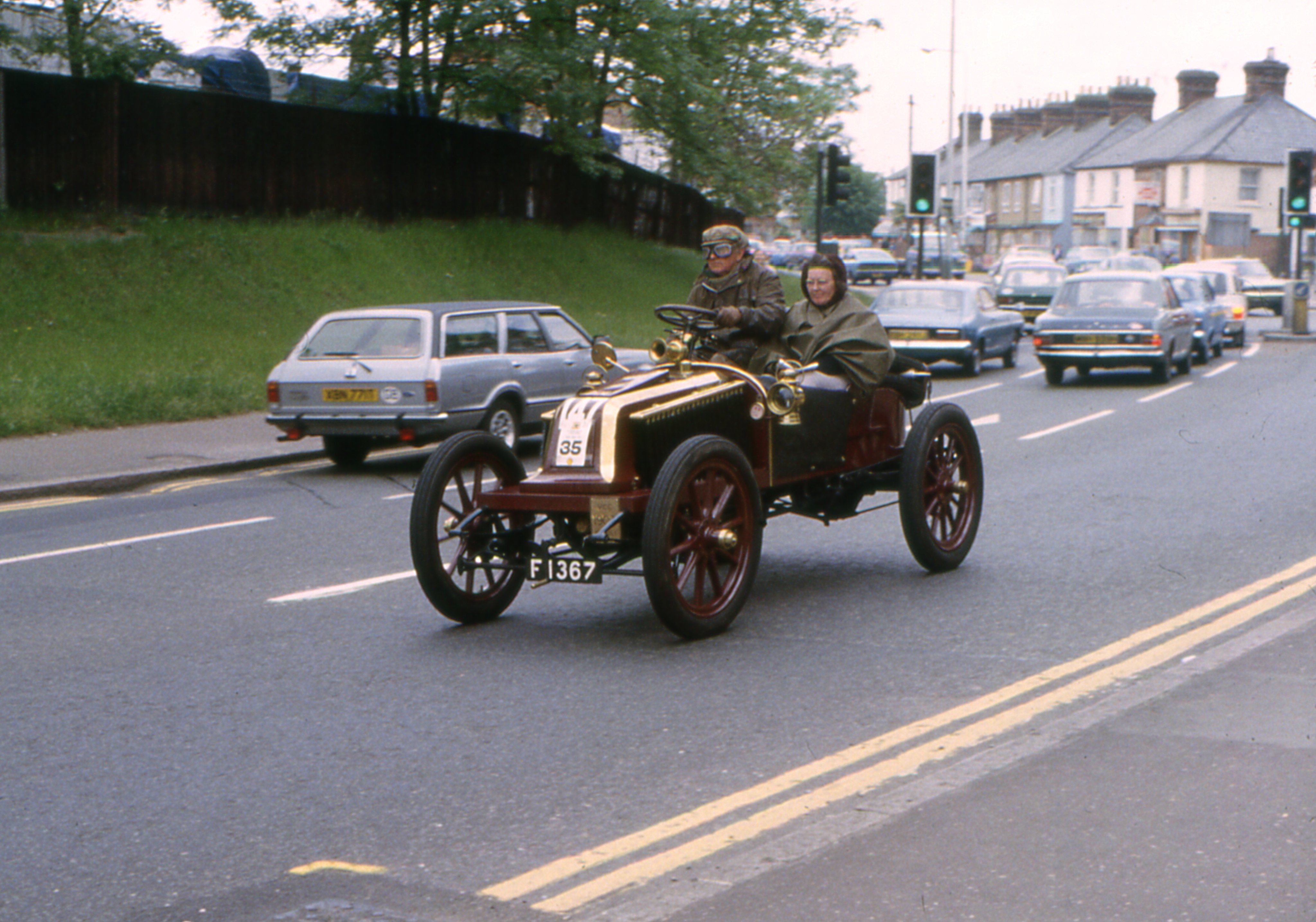
Leur Renault Type K n°147, ici à la course de voitures anciennes Londres-Brighton.

En 1902, l'Automobile Club de France organise cette course de ville à ville, entre la France et l'Autriche, longue de 1 300 km, avec passage par Belfort, la Suisse et le col d'Arlberg dans les Alpes… 110 voitures sont au départ et 80 passent la ligne d'arrivée, dont les marques Mercedes, Panhard, Delahaye, De Dietrich, Peugeot, De Dion-Bouton, Clément, Napier, Mors, Decauville, Serpollet, Georges Richard, Corre, Ader…
Le départ a lieu de Champigny-sur-Marne, comme fréquemment avec l'ACF lors des courses antérieures d'importance depuis Paris. 
Marcel Renault et son mécanicien coéquipier René Vauthier gagnent leur première grande victoire toutes catégories pour la marque Renault avec leur Renault Type K no 147, à l'incroyable moyenne de 62,5 km/h, face à leurs principaux rivaux et favoris Mercedes Grand-Prix du comte Eliot Zborowski, et Panhard & Levassor d’Henri Farman, plus puissantes mais plus lourdes… Louis Renault arrive en 28e position également avec une Renault Type K.
Du fait des mauvais revêtements routiers en Suisse et surtout en Autriche, les voitures légères s'imposent finalement aux dépens des lourdes (avec la victoire, deux véhicules classés dans les trois premiers, et cinq parmi les dix).
Cette même année, une course similaire est montée pour la coupe automobile Gordon Bennett, organisée sur une distance d'environ 900 km entre Paris et Innsbruck en Autriche (parcours jusque-là communs). Elle n'est de fait pas autorisée à passer par la Suisse du fait des autorités helvétiques, et elle est remportée par le pilote anglo-australien Selwyn Edge au volant d'une Napier. La France est représentée dans la coupe par Girardot (C.G.V., précédent lauréat), De Knyff (Panhard) et H. Fournier (Mors). L'Angleterre par S.F. Edge (Napier) et Austin (Wolseley). Tout au long de la première des deux journées de course commune, partis les premiers, (Girardot tenant du titre le premier à trois heures du matin), les coureurs de la Gordon Bennett sont aux avant-postes.

## Étapes
(1 120 kilomètres de course effective, sans journée de repos)
- Paris à Belfort : 408 kilomètres (en passant par Provins et par Troyes, vainqueur De Knyff en 7 h 11 min - 4 h 6 min sans les temps de neutralisation-, devant H. Farman, Jarrott, et M. Farman);
- Belfort à Bregenz : portion neutralisée (attitude Suisse);
- Bregenz à Salzbourg : 369 kilomètres (en passant par l'Arlberg: le pilote "Max" de Panhard manque alors se tuer en tombant dans un précipice. Vainqueur M. Farman, en 5 h 23 min, et pour les voiturettes Marcel Renault);
- Salzbourg à Vienne : 343 kilomètres (arrivée sur un hippodrome, étape remportée par Auguste Bucquet sur motocycle).

## Palmarès

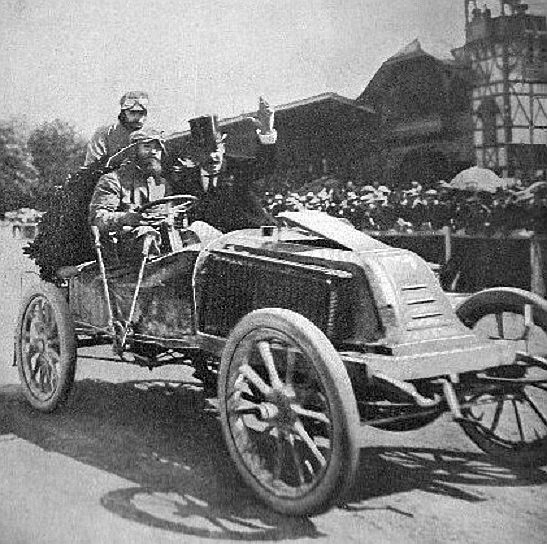
Marcel Renault vainqueur de Paris-Vienne 1902 sur Renault Type K.

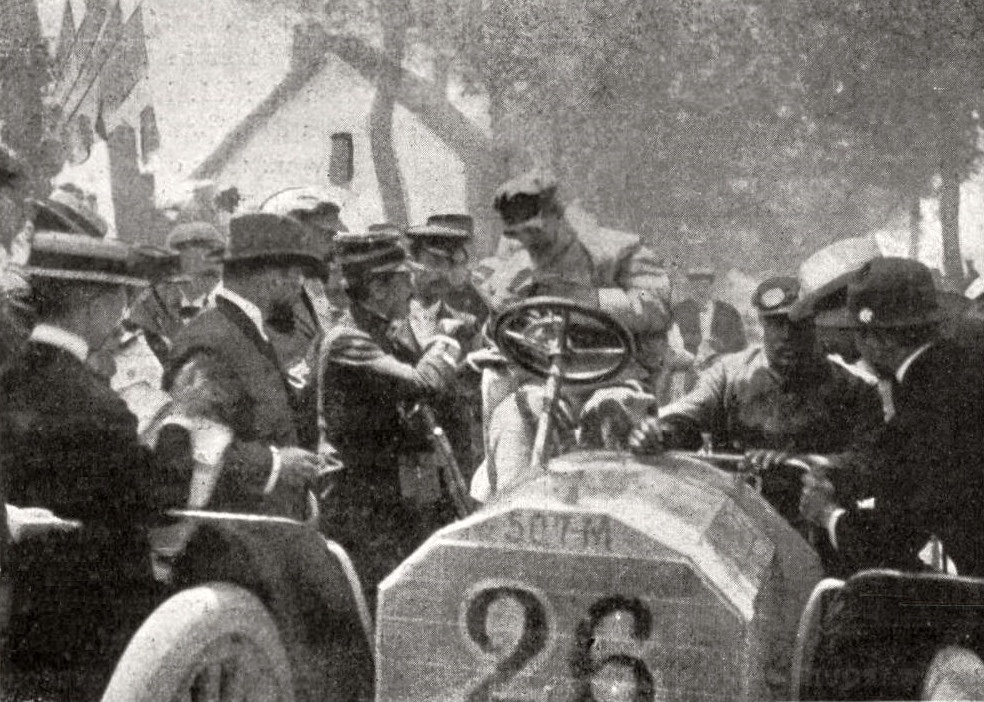
Le Comte Eliott Zborowsky, quatrième sur Mercedes (ici à Belfort).

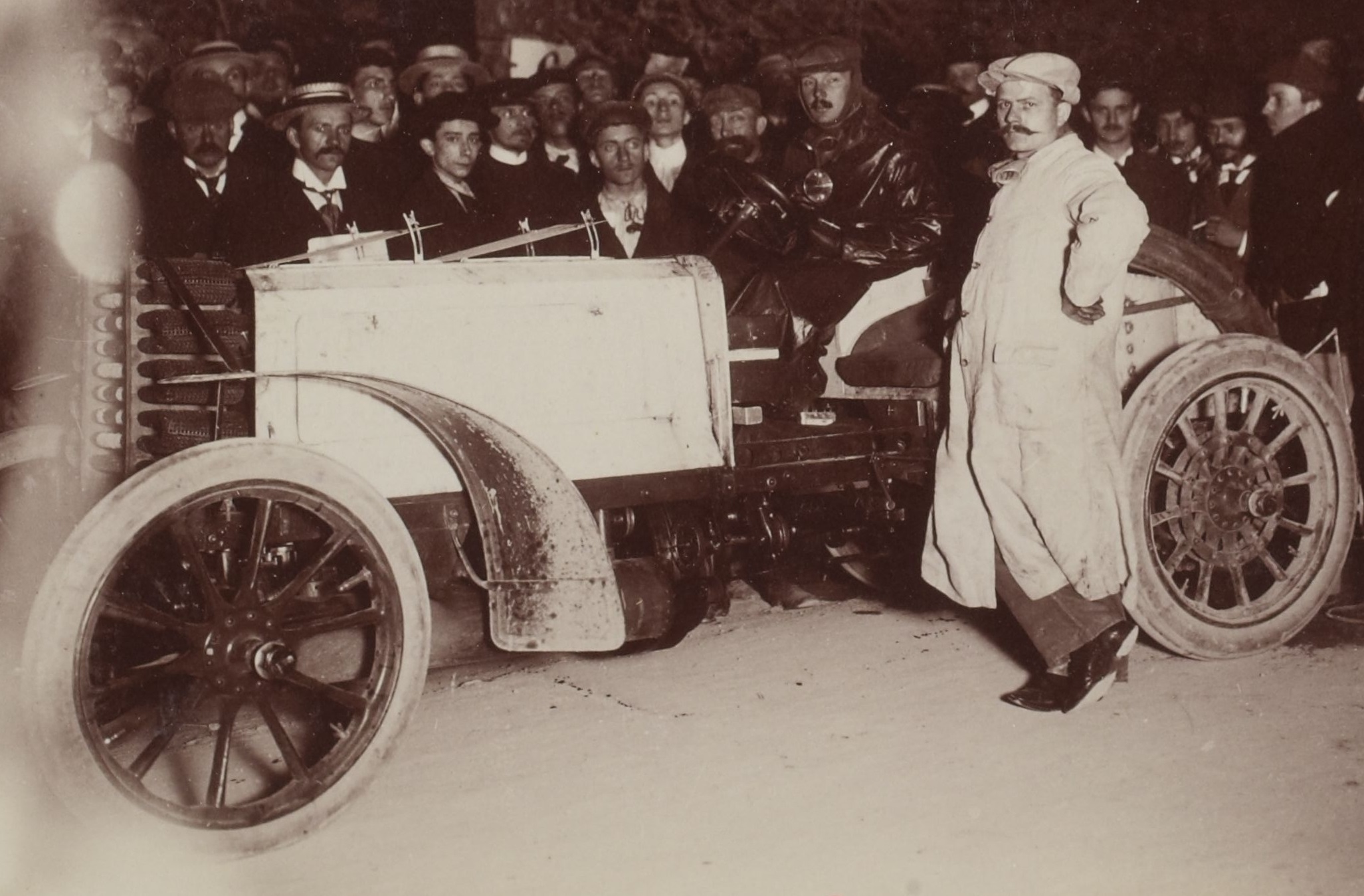
Maurice Farman sur Panhard, cinquième de l'épreuve.

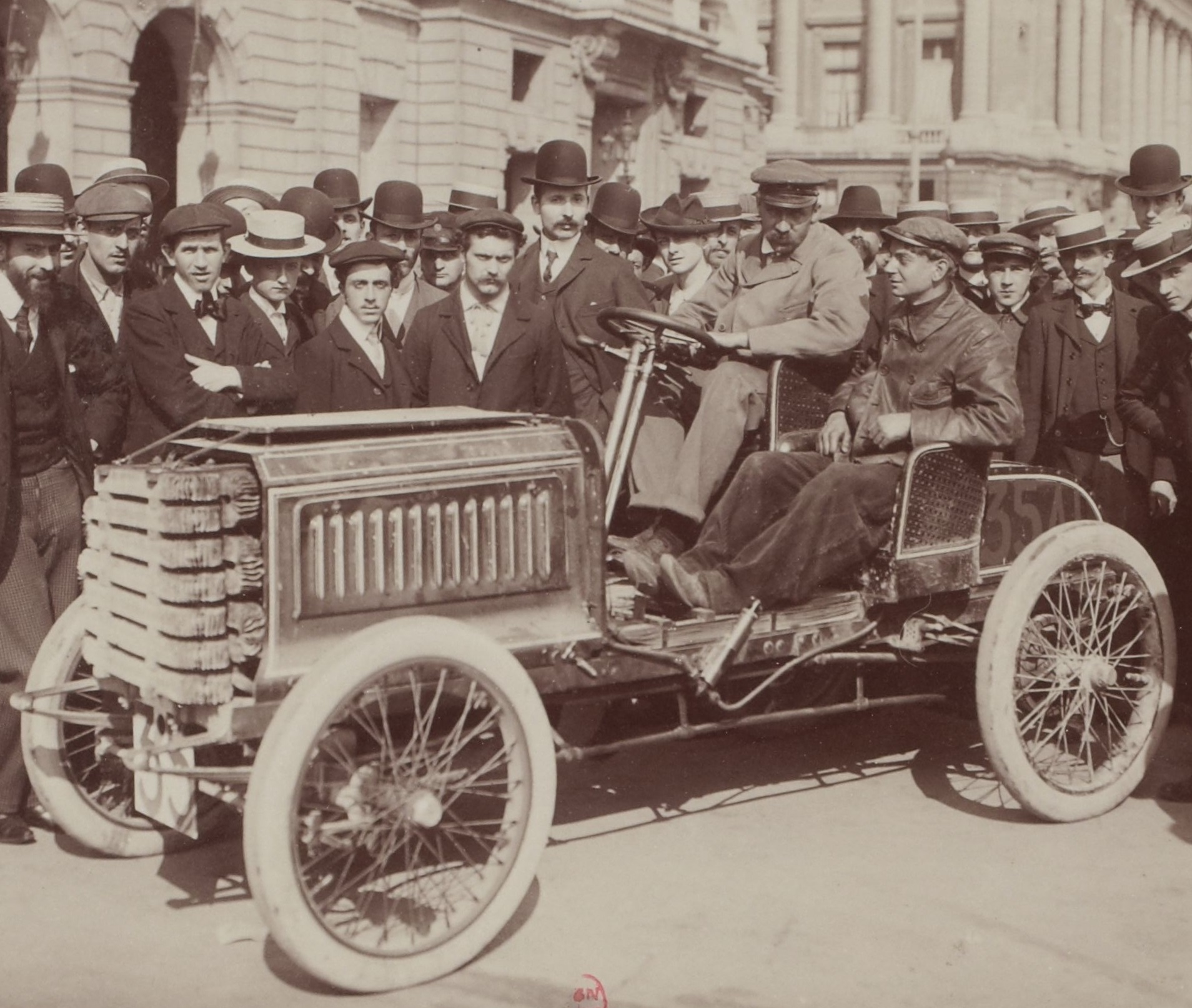
Paul Baras ici au départ sur Darracq, sixième.

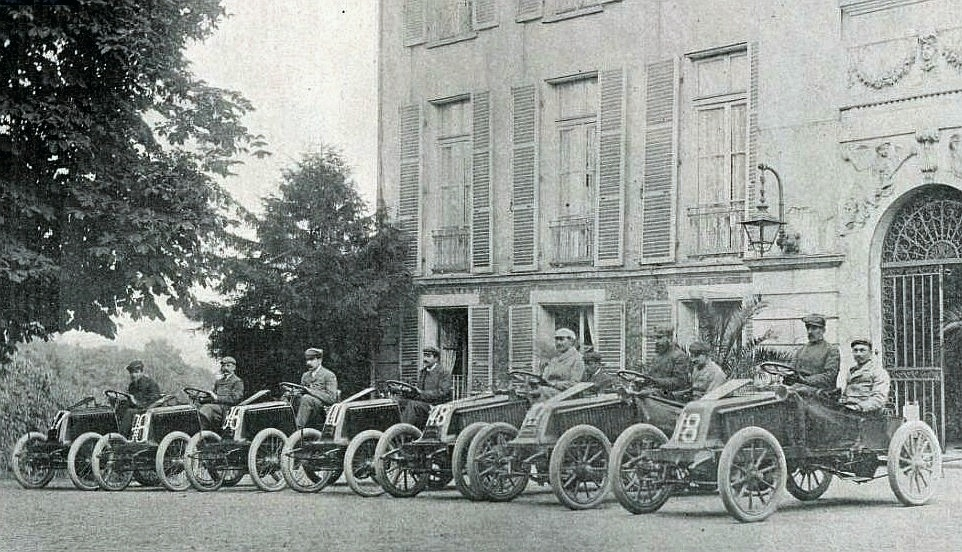
L'écurie Renault engagée au Paris-Vienne 1902.

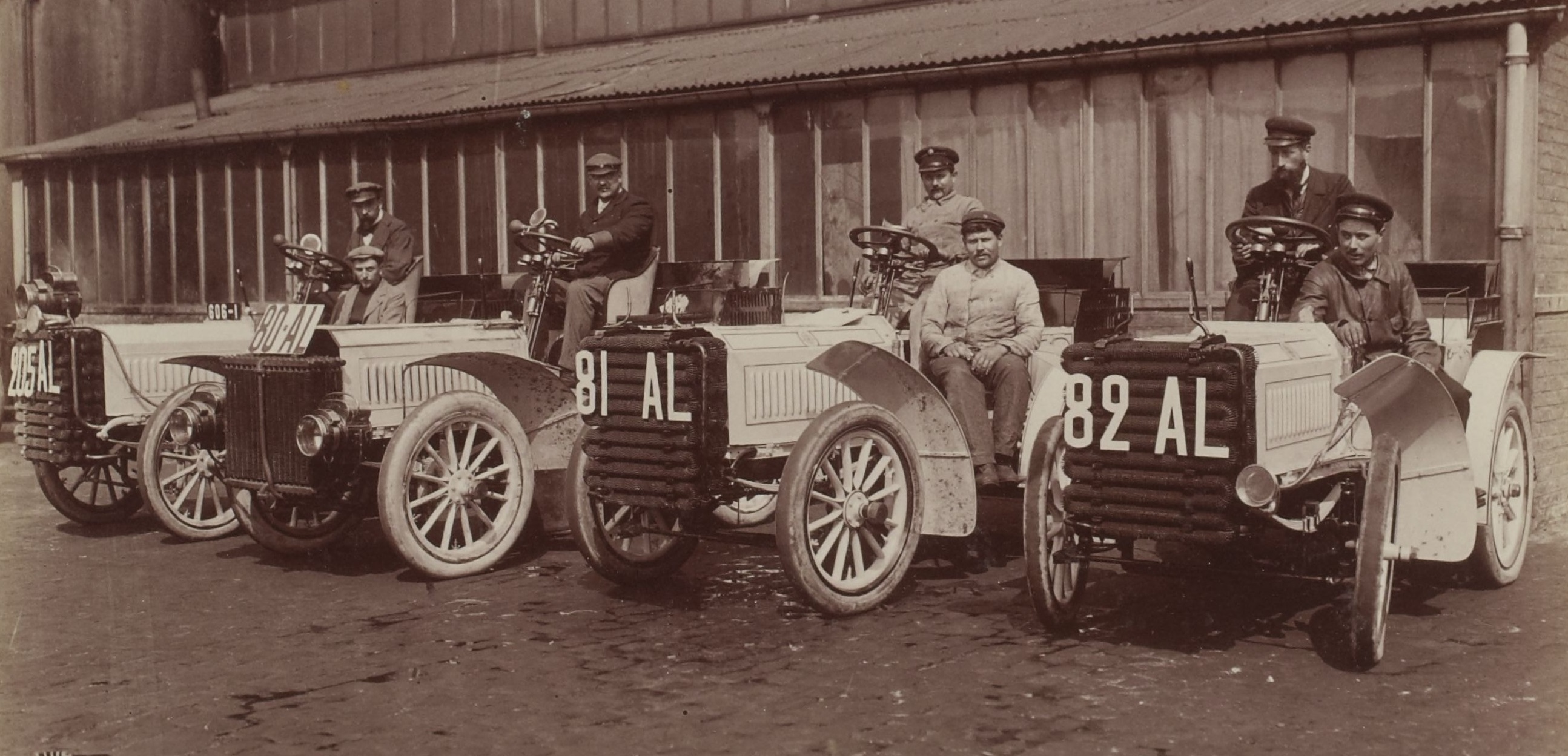
L'écurie Gardner-Serpollet au Paris-Vienne 1902, toutes classées (205 Ollivier, 80 Rutishauser, 81 Chanliaud, 82 Le Blon - ne manque ici que la 83 de Cottard).

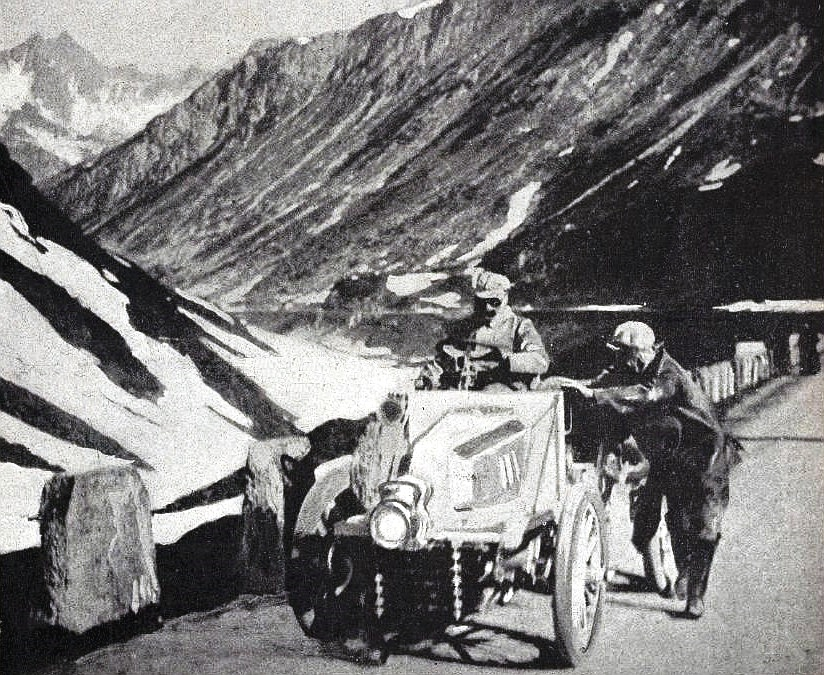
Concurrent après Bregenz, poussé dans le massif de l'Arlberg.

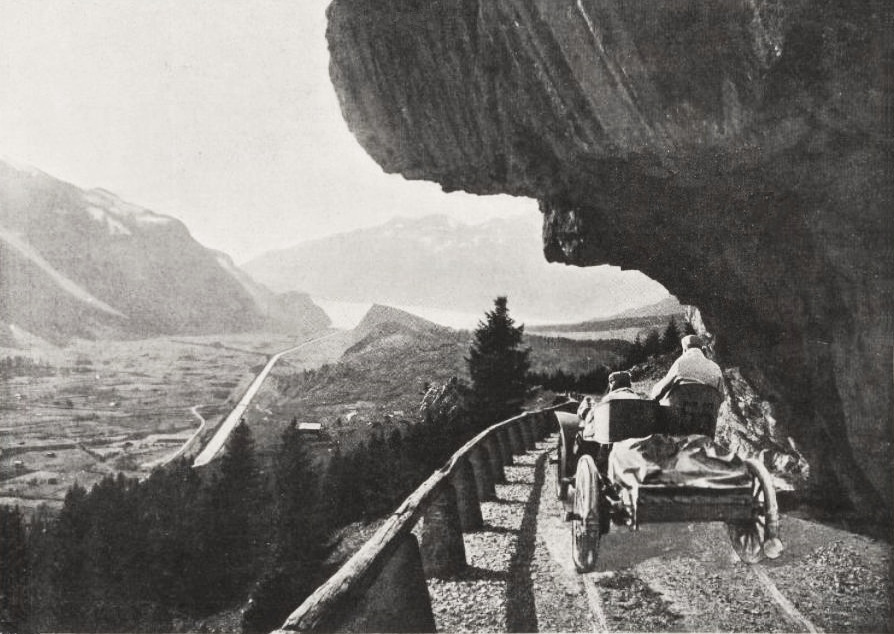
Gras sur de Dietrich dans l'Arlberg.

| Rang | no  | Chauffeur               | Voiture            | Temps              | Catégorie      |
| ---- | --- | ----------------------- | ------------------ | ------------------ | -------------- |
| 1    | 147 | Marcel Renault          | Renault Type K     | 15 h 47 min 43 s 8 | voiture légère |
| 2    | 7   | Henri Farman            | Panhard            | 16 h 00 min 30 s 2 | voiture        |
| 3    | 38  | Jacques Edmond          | Darracq            | 16 h 10 min 16 s 2 | voiture légère |
| 4    | 26  | Comte Eliot Zborowski   | Mercedes           | 16 h 13 min 29 s 6 | voiture        |
| 5    | 6   | Maurice Farman          | Panhard & Levassor | 16 h 19 min 29 s 4 | voiture        |
| 6    | 35  | Paul Baras              | Darracq            | 17 h 04 min 52 s   | voiture légère |
| 7    | 17  | Georges Teste           | Panhard & Levassor | 17 h 13 min 28 s 8 | voiture        |
| 8    | 39  | Victor Hémery           | Darracq            | 17 h 23 min 38 s 6 | voiture légère |
| 9    | 36  | « Marcellin »           | Darracq            | 17 h 38 min 36 s 2 | voiture légère |
| 10   | 9   | « Pinson »              | Panhard & Levassor | 18 h 00 min 41 s 4 | voiture        |
| 11   | 202 | Baron Pierre de Crawhez | Panhard & Levassor | 18 h 05 min 20 s 4 | voiture        |
| 12   | 140 | Paul Chauchard          | Panhard & Levassor | 18 h 16 min 45 s 4 | voiture        |
| 13   | 50  | Henri Tart              | Clément            | 18 h 26 min 45 s 6 | voiture légère |
| 14   | 95  | Guy Berteaux            | Panhard & Levassor | 18 h 28 min 00 s 6 | voiture légère |
| 15   | 45  | Selwyn Francis Edge*    | Napier             | 19 h 16 min 21 s 8 | voiture        |
| 16   | 40  | Albert Collin           | Darracq            | 19 h 16 min 47 s 6 | voiture légère |
| 17   | 195 | Marius Barbarou         | Clément            | 19 h 51 min 01 s   | voiture légère |
| 18   | 3   | Baron Pierre de Caters  | Mors               | 19 h 54 min 58 s 2 | voiture        |
| 19   | 167 | « Guillaume »           | Darracq            | 20 h 04 min 33 s   | voiturette     |
| 20   | 217 | Jean-Marie de Crawhez   | Panhard & Levassor | 20 h 06 min 36 s 4 | voiture        |
| 21   | 23  | Jacques Déchamps        | Déchamps           | 20 h 16 min 25 s 6 | voiture légère |
| 22   | 96  | « Grus »                | Renault            | 20 h 17 min 54 s 4 | voiturette     |
| 23   | 8   | Charles Jarrott         | Panhard & Levassor | 20 h 44 min 12 s   | voiture        |
| 24   | 63  | Philippe Dernier        | Gobron-Nagant      | 20 h 45 min 57 s 2 | voiture légère |
| 25   | 10  | Gustave Leys            | Panhard & Levassor | 20 h 51 min 52 s 6 | voiture        |
| 26   | 90  | Maurice Augières        | Mors               | 21 h 17 min 50 s 8 | voiture        |
| 27   | 85  | « Weigel »              | Clément            | 21 h 28 min 37 s 2 | voiture légère |
| 28   | 18  | Louis Renault           | Renault            | 21 h 50 min 19 s 4 | voiture légère |
| 29   | 70  | Louis Rigolly           | Gobron-Brillié     | 22 h 08 min 38 s 8 | voiture légère |
| 30   | 197 | Ali İhsan (Sabis) Bey   | Panhard & Levassor | 22 h 09 min 52 s 2 | voiture        |
| 31   | 106 | Franz Ullmann           | Decauville         | 22 h 20 min 39 s 2 | voiture légère |
| 32   | 81  | « Chanliaud »           | Serpollet          | 22 h 27 min 38 s 2 | voiture        |
| 33   | 131 | Achille Fournier        | Gobron-Brillié     | 22 h 55 min 48 s 4 | voiture légère |
| 34   | 104 | « Mestayer »            | Decauville         | 23 h 08 min 39 s 8 | voiture légère |
| 35   | 69  | « Léger »               | Georges Richard    | 23 h 09 min 45 s   | voiture légère |
| 36   | 98  | Georges Cormier         | Renault            | 23 h 22 min 37 s 4 | voiturette     |
| 37   | 165 | « Pirmez »              | Delahaye           | 23 h 42 min 17 s   | voiture légère |
| 38   | 61  | Jean Conrard            | Gobron-Nagant      | 23 h 57 min 18 s 2 | voiture légère |
| 39   | 156 | S. Ribes                | Panhard & Levassor | 24 h 07 min 22 s 2 | voiture légère |
| 40   | 192 | « Gavaris »             | Panhard & Levassor | 24 h 19 min 31 s 2 | voiture        |
| 41   | 82  | Hubert Le Blon          | Serpollet          | 24 h 20 min 20 s   | voiture        |
| 42   | 55  | « Merville »            | De Dietrich        | 24 h 20 min 53 s 6 | voiture        |
| 43   | 132 | Albert Koechlin         | Gobron-Brillié     | 24 h 53 min 54 s   | voiture légère |
| 44   | 184 | « Rouquette »           | Peugeot            | 24 h 54 min 43 s 6 | voiture        |
| 45   |     | Georges Osmont          | De Dion-Bouton     | ?                  | tricycle       |
| 46   | 68  | Phil Stead              | Georges Richard    | 25 h 32 min 56 s 8 | voiture légère |
| 47   | 163 | « Perrin »              | Delahaye           | 25 h 35 min 29 s 8 | voiture légère |
| 48   | 188 | « Durand »              | Corre              | 25 h 47 min 13 s 4 | voiturette     |
| 49   | 73  | Gaston Rivierre         | Georges Richard    | 26 h 07 min 33 s 2 | voiturette     |
| 50   | 58  | Claude Loraine-Barrow   | De Dietrich        | 26 h 12 min 23 s   | voiture légère |
| 51   | 200 | « Cozic »               | Déchamps           | 26 h 17 min 36 s 6 | voiture légère |
| 52   |     | « Buquet »              | Werner             | ?                  | bicycle        |
| 53   | 212 | Franz Kirchheim         | Eisenach           | 27 h 13 min 55 s 8 | voiture légère |
| 54   | 86  | « Comio »               | Clément            | 27 h 15 min 42 s 4 | voiture légère |
| 55   | 145 | « Berrué »              | Gobron-Brillié     | 27 h 30 min 17 s 6 | voiture légère |
| 56   | 80  | « Rutishauser »         | Serpollet          | 27 h 44 min 51 s 6 | voiture        |
| 57   | 189 | Paul Rivière            | Déchamps           | 28 h 16 min 35 s 6 | voiture légère |
| 58   |     | « Labitte »             | Werner             | ?                  | bicycle        |
| 59   | 213 | Jacques Guders          | Panhard & Levassor | 28 h 46 min 43 s 4 | voiture légère |
| 60   | 205 | « Ollivier »            | Serpollet          | 28 h 47 min 48 s   | voiture        |
| 61   | 100 | « Lamy »                | Renault            | 30 h 11 min 48 s 8 | voiturette     |
| 62   | 103 | « De la Touloubre »     | Decauville         | 30 h 28 min 36 s 2 | voiture légère |
| 63   | 72  | Georges Richard         | Georges Richard    | 30 h 55 min 06 s 8 | voiturette     |
| 64   | 157 | « Marot »               | Decauville         | 31 h 27 min 07 s 4 | voiture légère |
| 65   | 187 | « Buchillet »           | Corre              | 32 h 16 min 20 s 2 | voiturette     |
| 66   |     | « Krieger »             | Laurin-Klement     | ?                  | bicycle        |
| 67   |     | « Podesenick »          | Laurin-Klement     | ?                  | bicycle        |
| 68   | 158 | « Cornilleau »          | Decauville         | 35 h 01 min 32 s 6 | voiture        |
| 69   | 143 | Henri Page              | Decauville         | 35 h 26 min 12 s 8 | voiture légère |
| 70   |     | Gabriel Holley          | De Dion-Bouton     | ?                  | tricycle       |
| 71   | 194 | Paul Vonlatum           | Clément            | 36 h 58 min 15 s 2 | voiture légère |
| 72   | 105 | Léon Théry              | Decauville         | 37 h 12 min 22 s 4 | voiture légère |
| 73   | 161 | « Passy »               | Passy-Thellier     | 44 h 55 min 16 s 8 | voiturette     |
| 74   | 66  | Louis Gasté             | Automotrice        | 45 h 17 min 04 s   | voiture légère |
| 75   | 46  | Jacques Salleron        | Georges Richard    | 45 h 41 min 08 s 6 | voiture légère |
| 76   | 199 | « Legrand »             | Crouan             | 46 h 03 min 55 s 6 | voiture légère |
| 77   | 135 | « Simon »               | Ader               | 46 h 21 min 35 s 2 | voiture légère |
| 78   | 206 | « Dupont »              | Libéria            | 46 h 10 min 42 s 4 | voiture légère |
| 79   | 83  | « Cottard »             | Serpollet          | 47 h 52 min 31 s 4 | voiture        |
| 80   | 101 | « Tenearts »            | Déchamps           | 58 h 31 min 58 s   | voiture légère |

### Abandons notables
- Première étape (premier jour): Henri Fournier* (Mors), Fernand Gabriel (Mors), Foxhall Keene (Mors), Charles Rolls (Mors), Léonce Girardot* (C.G.V.), Eugène Renaux (Peugeot), Gustave Caillois (Peugeot), Arthur Duray (Gobron-Brillié), René Hanriot (F.N.), Jean Corre (Corre);
- Deuxième étape (troisième jour): René de Knyff* (Panhard), Étienne/François Giraud (C.G.V.), Christian Werner (Mercedes), William K. Vanderbilt (Mors), George Heath (Panhard);
- Troisième étape (quatrième jour): Oury (Darracq).

(Nota Bene: les quatre coureurs marqués d'une * participent concomitamment à la coupe Bennett)